# Симона Вілар
Симона Вілар (справжнє ім'я Наталя Гавриле́нко, до шлюбу Образцова) (нар. 1 травня 1965) — українська російськомовна письменниця у жарні фентезі, альтернативної історії та історичної прози. Основна тема її історико-пригодницьких романів — Стародавня Русь, середньовічна Англія та Шотландія, Скандинавія та Франція. Свої твори підписує псевдонімами Симона Вілар та Наталя Образцова.

## Життєпис
За освітою — історик. Після школи вступила та закінчила Харківський університет імені Каразіна.
Літературну кар'єру розпочала у 1994 році у Росії, видавши свій перший роман під псевдонімом Симона Вілар у московському видавництві «Эксмо; Око». У 2007—2008 видала 3 романи у санкт-петербурзькому видавництві «Крылов». У цей період також співпрацювала з російськими видавцями «Диадема-Пресс», «Ламанд Энтерпрайсиз», АСТ тощо. У середині 2000-их певний час писала книги, підписуючись дошлюбним прізвищем Образцова, але згодом повернулась до псевдоніма Симона Вілар й подальші книги писала саме під ним.
У 2003—2007 роках співпрацювала з київським видавництвом «Зелений пес», де за цей період вийшли її чотири романи, перекладені українською мовою: «Любов — прокляття королів», «Прокляття любов'ю», «Сповідь суперниці» та «Щаслива суперниця». Починаючи з 2002 почала співпрацювати з харківським та бєлгородським видавництвом КСД, де вийшов український переклад першого роману з трилогії «Тінь меча» — «Лазарит».

## Критика
Незважаючи на анексію Криму Росією у 2014 році, у листопаді 2016 року Симона Вілар здійснила літературний тур до окупованого Росією Криму. Зокрема письменниця провела зустрічі з читачами у Сімферополі та Севастополі.

## Нагороди
У 2010 році очолила список «Топ-10 найуспішніших письменників України» за версією журналу «Главред», який оцінили загальний книжковий наклад письменниці, проданий на території України у період з 1992 й по 2010 рік, у 933 тис. примірників.
У 2012 році очолила рейтинг «Топ-30 найуспішніших письменників України» за версією журналу «Фокус». У 2012 році письменниця також увійшла до престижного списку «Золотих письменників України».

## Переклади українською
Переклади творів Симони Вілар у видавництві «Зелений пес» та КСД.
- Симона Вілар. Любов — прокляття королів. Переклад з російської: ?. Київ: Джерела М / Зелений пес, 2004. 320 стор. ISBN 966-365-005-2 (Мелодії серця)
- Симона Вілар. Прокляті любов'ю. Переклад з російської: ?. Київ: Джерела М / Зелений пес, 2005. 320 с . ISBN 966-365-033-8 (Мелодії серця)
- Симона Вілар. Сповідь суперниці. Переклад з російської: ?. Київ: Зелений пес, 2007. 480 с. — ISBN 978-966-2938-11-1 (Мелодії серця)
- Симона Вілар. Щаслива суперниця. Переклад з російської: ?. Київ: Зелений пес, 2007. 352 с. — ISBN 978-966-2938-38-8 (Мелодії серця)
- Симона Вілар. Лазарит. Тінь мечаць. Переклад з російської: Вікторія Стах ; передм. І. Бондар-Терещенко . Харків: КСД, 2013. 592 стор. ISBN 978-966-14-5805-4
- Симона Вілар. Чужинець. Переклад з російської: Володимир Верховень. Харків: КСД, 2018. 512 стор. ISBN 978-617-12-4335-4[20]
- Симона Вілар. У той день… Переклад з російської: TBA. Харків: КСД, 2021. 400 стор. ISBN 978-617-12-8947-5[21]